# Abondant
Abondant é uma comuna francesa na região administrativa do Centro, no departamento Eure-et-Loir. Estende-se por uma área de 34,74 km². Em 2010 a comuna tinha 2 423 habitantes (densidade: 69,7 hab./km²).